# おかあさんといっしょの歴史
『おかあさんといっしょの歴史』（おかあさんといっしょのれきし）は、NHKで放送中の教育番組「おかあさんといっしょ」の主な歴史を記述する。

## 放送開始〜1960年代
番組開始当時の子供向けに作られたテレビ番組は、学校放送など教育や教養を扱うものやアメリカン・コミックスなどを題材にしたテレビ映画・漫画映画が主で娯楽性のある子供向け番組は少なかった。『おかあさんといっしょ』が開始以降の1960年代～1970年代に、日本テレビの『おはよう!こどもショー』やフジテレビの『ママとあそぼう!ピンポンパン』など、日替わりで10 - 20分程度のコーナーを1 - 2本放送する番組が多く制作された。

## 1970年代
放送開始から10年を超え、『うたのえほん』開始からは10年たった1971年、新たにうたのおにいさんが設けられるなど、従来からの形を大きく変えることが多々あった時代である。特に1976年度の大幅リニューアルは、現在の番組スタイルの元となった。その一方、金・土は従来の形を維持した編成を取るなど、試行錯誤の跡が数多く見受けられる。また、視聴者の年齢が低年齢化し、番組の内容が現在の3歳児向けへとシフトチェンジしていった時代でもある。

## 1980年代
1981年の身体表現のおねえさん登場、更に1983年度の改編で1979年度から1980年度以来となるうたのおにいさん・おねえさんのペアスタイルが取られたことで、おにいさん・おねえさん4人による番組進行のスタイルが確立する。また、ファミリーコンサートのスタート、月替わりの歌の放送など、現在に至るまで続いている企画、イベントの多くもスタート。2019年現在の形にほぼ近くなった時代である。1983年に土曜日に残っていた旧来の2コーナー編成による平日版との差別化が廃されて全曜日番組構成が統一化され、1985年には再放送が総合テレビから教育テレビに移動、翌1986年にはステレオ放送を開始するなど、時代に合わせた番組編成もこのころから見受けられている。また、出演者の長期出演、コーナーの長期放送が目立つようになる。

## 1990年代
番組スタート30年を超え、番組開始当時見ていた世代が親となり、子供とともに見るといったシチュエーションが増え、子供だけでなく大人の視聴者層が見受けられるようになった。子供番組の教育テレビ集約がきっかけになり、子供番組ゾーンが形成され、『おかあさんといっしょ』はその中心的役割を担うこととなった。1992年の『ひらけ!ポンキッキ』（フジテレビ）との共演、1995年にハイビジョン制作が開始、1999年の「だんご3兄弟」のヒットなど、特筆すべき出来事も多くあり、また、番組40周年時には大幅リニューアルが実施され、現在のスタイルと同じような形となり、放送時間が拡大された。

## 2000年代
地上波版とは別に、BS2で『BSおかあさんといっしょ』が放送開始、土曜版が『おかあさんといっしょ　あそびだいすき!』として放送されるなど、従来の枠を超えた派生番組の制作が見られるようになった。またそれ以降、週末の公開収録型の子供番組に現役・歴代出演者がゲスト出演、テレビ放送開始50周年記念イベント開催など、時代・番組の枠を超えた形での共演も多く見られる。

## 2010年代
2010年には、朝の本放送の放送時間が前倒しされた。2011年3月に発生した東日本大震災の影響で、番組収録が一時見合わせ、さらにファミリーコンサートの公演中止など、過去に例のない状況が起こった。その一方、地上波版では11年ぶりの地方収録が再開されている。また、2012年の大晦日には2時間枠で番組のリクエスト特番が放送された。
人形劇やコーナー編成が若干変更される一方で、うたのおにいさん・おねえさんの出演期間は1990年代から2000年代の5年前後から再び長期化の傾向が見られはじめ、横山だいすけの9年、三谷たくみの8年はうたのおにいさん・おねえさんにおける歴代最長出演記録となり、2005年から出演していた小林よしひさは2019年3月まで14年に渡って出演し、たいそうのおにいさんとしての歴代最長出演者となった。2018年には番組本編としては初の映画版が公開され、テレビ放送以外でも注目されるようになった。番組開始60周年を迎える2019年には、従来『○○（身体表現のコーナー名）』のおねえさんと呼ばれていた身体表現のおねえさんに代わる形でたいそうのおねえさんが登場し、番組内の体操がたいそうのおにいさん・おねえさん2人によって進行される形式がとられるようになる。

## 2020年代
2020年には、2月に発生した2019新型コロナウイルスの影響により、スタジオでの子供の参加が一時的に見合わせ、さらにファミリーコンサートまたスペシャルステージの公演中止などの状況が起こった。2021年には、朝の本放送の放送時間が前倒しされる予定。